# Chlorotipula elongata
Chlorotipula elongata är en tvåvingeart som först beskrevs av Edwards 1923.  Chlorotipula elongata ingår i släktet Chlorotipula och familjen storharkrankar. Inga underarter finns listade i Catalogue of Life.